# Serviço Naval Investigativo Criminal
O Serviço Naval Investigativo Criminal, também conhecido pela sigla em inglês NCIS, é a principal agência de Polícia Naval do Departamento da Marinha dos Estados Unidos e responsável pela segurança, contra-inteligência e contra-terrorismo.  É a agência sucessora da Naval Investigative Service (NIS).
Cerca de metade dos 2.500 funcionários são agentes civis do NCIS que são treinados para realizar uma ampla variedade de trabalhos no mundo todo.
Agentes especiais do NCIS são investigadores que andam armados pois são agentes federais, que freqüentemente coordenam ações com outras agências governamentais estadunidenses.
Agentes especiais do NCIS são apoiados por analistas e outros especialistas qualificados em disciplinas como a forense, a vigilância, as contramedidas de vigilância, investigações de computador, segurança física e exames de polígrafo.

## História

### Origens
O NCIS tem em suas origens a Ordem Geral 292 do Departamento da Marinha de 1882, assinado por William H. Hunt, Secretário da Marinha, que estabeleceu o Escritório da Inteligência Naval (ONI - Office of Naval Intelligence).
Inicialmente, a ONI foi encarregada de recolher informações sobre as características e armamento dos navios estrangeiros, traçando passagens estrangeiros, rios ou outros corpos de água, e fortificações de turismo no exterior, plantas industriais, e estaleiros.
Em antecipação da entrada dos Estados Unidos na Primeira Guerra Mundial , as responsabilidades do ONI expandiram para incluir espionagem, sabotagem, e todas as informações sobre potenciais adversários da Marinha.
E na Segunda Guerra Mundial, a ONI se tornou responsável pela investigação de espionagem, sabotagem e atividades subversivo que apresentam qualquer tipo de ameaça para a Marinha.

### NIS e a Guerra Fria
O crescimento do número de agentes especiais civis começou com a Guerra da Coréia, em 1950, e continuou até a Guerra Fria.
Em 1966 o nome do Serviço Naval de Investigação (SNI - em português) foi adotado para distinguir a organização do resto da ONI, e em 1969 os agentes especiais civis do NIS (Naval Investigative Service) foram reclassificados pada funcionários contratados e criou-se o Serviço de exceção Civil (SEC).
Nos início dos anos 70 foi o início da Implantação do programa Afloat(agora chamado de programa Afloat para Agente Especial), um agente especial do NIS ficou como interno do USS  Intrepid  (CV-11) por seis meses.
Em 1972, as investigações secretas foram transferidos da NIS para a recém-formado Serviço Invetigativo da Defesa (Defence Investigative Service - DIS), permitindo ao NIS dar mais atenção à investigação criminal e contra-inteligência.
A primeira agente do sexo feminino integrada estava na Marine Corps Air Station Miramar, Califórnia, em 1975.
Em 1982, o NIS assumiu a responsabilidade de gerir a Aplicação da Lei Naval, o Programa de Segurança Física e Informações da Marinha e o Programa de Segurança Pessoal.
Além disso, em 1982, duas turmas de agentes especiais do NIS foram treinadas no Federal Law Enforcement Training Center (FLETC) em Glynco - GA, com uma avaliação da capacidade dos FLETC's para treinar investigadores militares.
Antes disso e posteriormente, a formação de agentes especiais do NIS foi na sede da ONI em Suitland, MD até 1984.
Em Dezembro de 1983, dois meses após o Bombardeio aos Marines no quartel de Beirute, a Marinha criou a agência ATAC [Anti Terrorist Alert Center (Centro de Alerta Anti-Terrorista)].
Em 1984, os agentes especiais começaram a treinar no FLETC na Geórgia, o centro de treinamento para a maioria das outras agências federais de investigação, exceto o Federal Bureau of Investigation (FBI), o Drug Enforcement Administration (DEA) e o United States Postal Inspection Service (UPSIS).
Em 1985, Cathal L. Flynn tornou-se o primeiro almirante à comandar o NIS.
O comando assumiu a responsabilidade adicional de Informação e segurança pessoal.
Em 1986, o DoN CAF (Department of the Navy Central Adjudication Facility) foi criado e colocado sob a jurisdição da agência, como a agência estava agora mais uma vez responsável pela Adjudicação de certificados de segurança.
O DoN CAF adjudica cerca de 200.000 determinações de elegibilidade anualmente para o Departamento da Marinha dos Estados Unidos.
A ATAC, era um centro de inteligência operacional que funcionava no regime 24/7 (24 horas por dia 7 dias por semana), emitiu indicações e advertências sobre atividades terroristas para os comandos da Marinha e dos Fuzileiros Navais.
A ATAC era a agência em que Jonathan Pollard estava trabalhando quando ele cometeu um ato de espionagem pelo qual foi condenado em 1987.
Em 1991, o NIS foi o responsável pelo escândalo Tailhook: uma investigação envolvendo má conduta sexual e assédio por oficiais e Fuzileiros Navais em Las Vegas, Nevada.
Em 2002, o ATAC tornou-se o MTAC - Multiple Treath Alert Center (CAMA - Centro de Alerta de Multiplas Ameaças).

### História recente do NCIS
Em 1992, a função do NCIS foi novamente esclarecida e tornou-se uma agência em sua maioria de civis.
No mesmo ano, Roy D. Nedrow, um ex executivo do USSS (Serviço Secreto dos Estados Unidos), foi nomeado o primeiro diretor civil, e o nome mudou de NIS - Naval Investigative Service (SNI-Serviço Naval de Investigação) para NCIS - Naval Criminal Investigative Service (SNIC-Serviço Naval de Investigação Criminal).
Nedrow supervisionou a reestruturação do NCIS de uma agência civil para uma agência federal de aplicação da lei com 14 escritórios controlando as operações de campo em 140 locais em todo o mundo.
Em 1995, o NCIS introduziu a Unidade de Homicídios.
Em maio de 1997, David L. Brant foi nomeado Diretor do NCIS pelo secretário da Marinha dos Estados Unidos, Sr. John Howard Dalton.
Em dezembro de 2005 o diretor Brant se aposentou.
Ele foi sucedido pelo diretor Thomas A. Betro que foi nomeado Diretor do NCIS em janeiro de 2006, pelo então Secretário da Marinha, Donald C. Inverno.
Betro se aposentou em setembro de 2009.
Em 13 de setembro de 2009, o Vice-Diretor de Operações, Gregory A. Scovel, foi nomeado Diretor Interino pelo subsecretário da Marinha, Robert Work.
Ele serviu simultaneamente como Vice-Diretor de Operações até que o novo diretor foi selecionado.
Em 1999, o NCIS e o CID - Criminal Investigation Division assinou um memorando chamando para uma integrando o CID ao NCIS. (O CID continua a existir para investigar delitos e crimes e outros delitos que não estejam sob jurisdição investigativa NCIS).
Em 2000, o Congresso dos Estados Unidos concedeu ao NCIS agentes civis com autoridade especial para executar mandados e fazer prisões.
Praticamente todos os investigadores (contra-espiões, investigadores criminai e pessoal de proteção) do NCIS, estão agora sob juramento pessoal civil com poderes de prisão e de mandado de serviço.
As exceções são um pequeno número de militares da reserva envolvidos em contra-inteligência de apoio.
O crescente aumento da ameaça de terrorismo fez o Departamento da Marinha mudar de atitude frente ao que pode acontecer no século XXI, após  o bombardeio do USS Cole DDG-67 no Iêmen e os ataques de 11 de setembro de 2001, liderado pelo NCIS para transformar o o ATAC' em MTAC em 2002

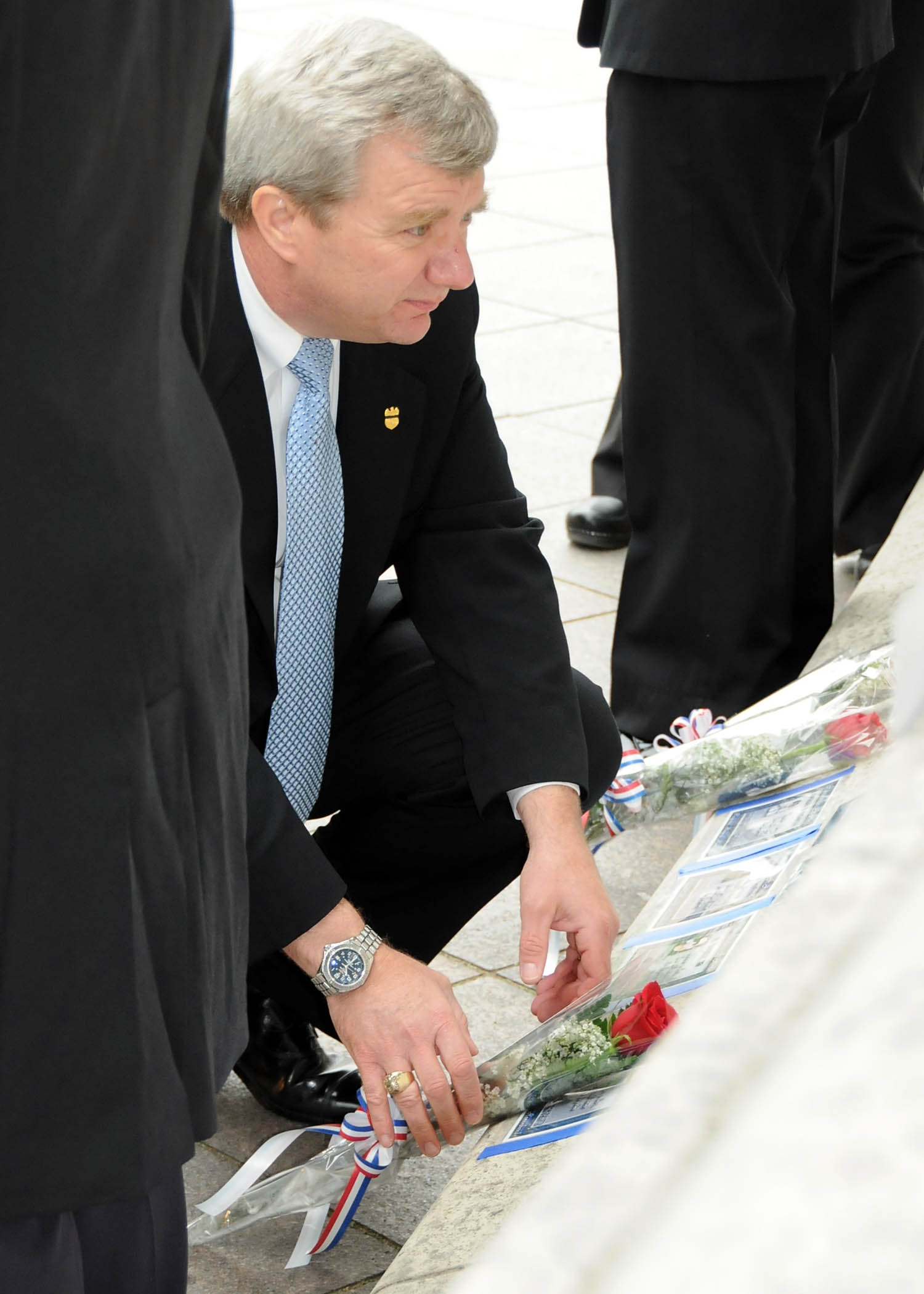
Mark D. Clookie, diretor do NCIS, Presta condolências ao falecido agente do NCIS no the National Law Enforcement Officers Memorial.

Agentes do NCIS foram os primeiros agentes de aplicação da lei na cena do bombardeio do USS Cole, o bombardeio ao USS Limburg  e o ataque terrorista em Mombaça, Quênia.
Unidade de Arquivo Morto (crimes não resolvidos) do NCIS resolveu até agora 50 homicídios desde 1995 - um dos quais tinha 33 anos de ocorrido.
O NCIS realizou investigações de fraudes que resultaram em mais de meio bilhão de dólares em recuperação e restituição para o Governo Federal dos Estados Unidos e da Marinha dos EUA desde 1997.
O NCIS investiga qualquer morte ocorrida em um navio da Marinha, aeronaves Corpo de Fuzileiros Navais e em Instalações Militares (exceto quando a causa da morte é medicamente atribuída à doença pre-existnetes ou de causas naturais).
O NCIS supervisiona o programa da Marinha Master at Arms, fiscalizando 8800 Master at Arms e o Military Working Dog program.
O NCIS tem três prioridades estratégicas, prevenir o terrorismo, proteger os segredos e reduzir a criminalidade.
As missões atuais do NCIS incluem: investigações criminais, força de proteção, tranpassar fronteira, comércio ilegal de drogas, anti-terrorismo, contra-terrorismo, a fraude em grandes aquisições, crimes cibernéticos e contra-inteligência.
O Agente Especial do NCIS Pedro Garza realizou o primeiro mandato de grampo na Internet nos Estados Unidos.
Jonathan Jay Pollard era um analista do NCIS que foi condenado por espionar para Israel.
Depois de ser pego pelo FBI e NCIS, foi julgado e recebeu uma sentença de prisão perpétua em 1987.
Em 14 de fevereiro de 2010, Mark D. Clookie tornou-se o quarto director civil de NCIS, tendo sido nomeado para o cargo pelo secretário da Marinha Ray Mabus.
Clookie dirige uma agência composta por cerca de 2.500 funcionários civis e militares que estão presentes em mais de 150 locais em todo o mundo.
Ele é responsável por trabalhar com um orçamento anual de cerca de 460 milhões dólares.

## Formação de Agentes Especiais
O Special Agent Afloat Program do NCIS envia agentes especiais a bordo dos porta-aviões americanos e outros navios (por exemplo, os navios-hospitais, navios de assalto anfíbio)
O objetivo do programa é proporcionar aos profissionais de investigação e contra-espionagem, o apoio e a proteção da Marinha e comandantes dos Fuzileiros Navais.
Alguns destes agentes especiais são atribuídos a porta-aviões e outros destacados para combatentes principais.
O ambiente pode ser melhor descrito como uma "cidade flutuante".
A atribuição oferece muitos dos mesmos desafios de investigação encontrados por qualquer investigador criminal trabalhando em uma cidade metropolitana.
Um agente especial deve ser hábil em investigações criminais, incluindo: Exame da cena do crime, técnicas de entrevista especialistas e utilização de procedimentos de aplicação da lei pró-ativas para impedir a atividade criminosa antes que ela ocorra.

## Armamentos
Os Agentes do NCIS carregam como pistola padrão uma SIG Sauer P228 9x19mm.
Atualmente carregam como pistola padrão uma SIG Sauer P229R DAK ou SIG Sauer P239 DAK ambas com balas (.40 S&W).

## NCIS na midia
- NCIS é mencionado várias vezes na série de TV JAG, baseado na divisão jurídica da Marinha, o Judge Advocate General's Corps.
- Em 2003, com o "Spin-off" da série de televisão JAG o programa de televisão NCIS estreou na CBS, com base no NCIS original.
- Em 2009, o NCIS: Los Angeles estreou na CBS, com base no Escritório de Projetos Especiais em Los Angeles. Esta série de TV é em si um "spinoff" do NCIS.
- No filme de 2000 Dangerous Evidence: The Lori Jackson Story, a trama toda gira em torno de agentes do NIS investigando um Afro-Americano da Marinha por um crime que não cometeu. Baseia-se no best-seller de 1995 Dangerous Evidence.
- No livro de Richard Marcinko Rogue Warrior, ele detalha seu conflito com o NIS. Mais tarde, uma investigação do NIS chamada "Iron Eagle" resultaria em uma sentença de prisão federal.
- Em 2006 no drama Jericó da CBS um personagem foi encontrado com um crachá falsificado NCIS.
- A Captura de Jonathan Pollard: Como um dos espiões mais famosos da história americana foi levado à justiça, foi publicado em 2006. Escrito pelo Agente Especial aposentado do NCIS Ron Olive, que relata a investigação NIS sobre Pollard.
- Special Agent, Vietnam: A Naval Intelligence Memoir escrito por Douglass H. Hubbard sobre agentes especiais durante a Guerra do Vietnã.
- O NCIS é mencionado no seriado Monk no episódio "Mr. Monk is Underwater".
- O Autor Mel Odom autor de uma série de romances do NCIS intituladas: Paid in Blood, Blood Evidence, and Bloodlines.
- O National Geographic Channel filmou um documentário intitulado "Inside the Real NCIS."
- O Investigação Discovery filmou um de 13 episódios da série chamada "The NCIS Real" destacando treze diferentes crimes resolvidos por agentes especiais do NCIS.
- O Pentagon Channel exibiu um documentário em junho de 2009, intitulado "Recon: CSI Militar" sobre técnicas de perícia utilizadas no teatro de guerra por agentes especiais do NCIS.
- The Crisis: A Dan Lenson Novel escrito por David Poyer detalha as aventuras dos agentes especiais do NCIS na HOA - Horn of Africa .
- No filme de 1997, G.I. Jane, LT Jordan O'Neil está sofrendo ameaça de ser investigada pelo então NIS envolvendo uma relação lésbica.